# Doug Janik
Doug Janik (né le 26 mars 1980 à Agawam au Massachusetts, États-Unis) est un joueur professionnel américain de hockey sur glace.

## Carrière
Il joue en junior dans la North American Hockey League, la United States Hockey League avec le Programme de développement des États-Unis et avec l'Université du Maine dans Hockey East, puis pendant le Repêchage d'entrée dans la LNH 1999 il est réclamé par les Sabres de Buffalo au 55e rang au total.
En 2001, il fait ses débuts professionnels dans la LAH pour les Americans de Rochester, il y joue pendant cinq saisons dont trois parsemées par des rappels par les Sabres de Buffalo. Puis le 6 juillet 2006, il signe un contrat avec le Lightning de Tampa Bay où il joue sa première saison complète dans la LNH, puis une deuxième.
Le 15 juillet 2008, il signe avec les Blackhawks de Chicago, mais il n'y joue jamais puisqu'il est réclamé au ballotage par les Stars de Dallas le 2 octobre 2008, il partage cette saison avec leur club-école les IceHogs de Rockford jusqu'au 26 février 2009 où il est échangé aux Canadiens de Montréal contre Steve Bégin, mais il passe presque tout le reste de la saison avec le club-école, les Bulldogs de Hamilton et seulement deux matchs avec les Canadiens.
Le 30 juin 2009, il est échangé aux Rangers de New York en compagnie de Christopher Higgins, Pavel Valentenko et de Ryan McDonagh en retour de Scott Gomez, Tom Pyatt et de Michaël Busto. Finalement, il signe un contrat avec les Red Wings de Détroit le 8 juillet 2009. Il ne joue que quelques matchs avec eux, disputant la plupart des rencontres avec les Griffins de Grand Rapids. Il re-signe avec les Red Wings de Détroit le 10 juin 2010 pour deux ans.

## Statistiques
| Saison     | Équipe                                   | Ligue       |     | Saison régulière | Saison régulière | Saison régulière | Saison régulière | Saison régulière |   | Séries éliminatoires | Séries éliminatoires | Séries éliminatoires | Séries éliminatoires | Séries éliminatoires |
| Saison     | Équipe                                   | Ligue       | PJ  | B                | A                | Pts              | Pun              | PJ               | B | A                    | Pts                  | Pun                  |                      |                      |
| 1995-1996  | Whalers Junior de la Nouvelle-Angleterre | EJHL        | 48  | 16               | 38               | 54               |                  |                  |   |                      |                      |                      |                      |                      |
| 1996-1997  | Whalers Junior de la Nouvelle-Angleterre | EJHL        | 39  | 12               | 24               | 36               | 22               | 11               | 5 | 9                    | 14                   | 10                   |                      |                      |
| 1997-1998  | U.S. National Team Development Program   | U-18        | 29  | 6                | 13               | 19               | 43               |                  |   |                      |                      |                      |                      |                      |
| 1997-1998  | U.S. National Team Development Program   | USHL        | 19  | 1                | 6                | 7                | 34               |                  |   |                      |                      |                      |                      |                      |
| 1997-1998  | U.S. National Team Development Program   | NAHL        | 10  | 0                | 4                | 4                | 10               | 7                | 1 | 3                    | 4                    | 18                   |                      |                      |
| 1998-1999  | Black Bears du Maine                     | Hockey East | 35  | 3                | 13               | 16               | 44               |                  |   |                      |                      |                      |                      |                      |
| 1999-2000  | Black Bears du Maine                     | Hockey East | 36  | 6                | 14               | 20               | 54               |                  |   |                      |                      |                      |                      |                      |
| 2000-2001  | Black Bears du Maine                     | Hockey East | 39  | 3                | 15               | 18               | 52               |                  |   |                      |                      |                      |                      |                      |
| 2001-2002  | Americans de Rochester                   | LAH         | 80  | 6                | 17               | 23               | 100              | 2                | 0 | 0                    | 0                    | 0                    |                      |                      |
| 2002-2003  | Sabres de Buffalo                        | LNH         | 6   | 0                | 0                | 0                | 2                |                  |   |                      |                      |                      |                      |                      |
| 2002-2003  | Americans de Rochester                   | LAH         | 75  | 3                | 13               | 16               | 120              | 3                | 0 | 0                    | 0                    | 6                    |                      |                      |
| 2003-2004  | Sabres de Buffalo                        | LNH         | 4   | 0                | 0                | 0                | 19               |                  |   |                      |                      |                      |                      |                      |
| 2003-2004  | Americans de Rochester                   | LAH         | 74  | 2                | 14               | 16               | 109              | 16               | 1 | 2                    | 3                    | 22                   |                      |                      |
| 2004-2005  | Americans de Rochester                   | LAH         | 76  | 2                | 10               | 12               | 196              | 9                | 0 | 2                    | 2                    | 10                   |                      |                      |
| 2005-2006  | Americans de Rochester                   | LAH         | 71  | 5                | 19               | 24               | 161              |                  |   |                      |                      |                      |                      |                      |
| 2005-2006  | Sabres de Buffalo                        | LNH         |     |                  |                  |                  |                  | 5                | 1 | 0                    | 1                    | 2                    |                      |                      |
| 2006-2007  | Lightning de Tampa Bay                   | LNH         | 75  | 2                | 9                | 11               | 53               | 1                | 0 | 0                    | 0                    | 0                    |                      |                      |
| 2007-2008  | Lightning de Tampa Bay                   | LNH         | 61  | 1                | 3                | 4                | 45               |                  |   |                      |                      |                      |                      |                      |
| 2008-2009  | Stars de Dallas                          | LNH         | 13  | 0                | 1                | 1                | 2                |                  |   |                      |                      |                      |                      |                      |
| 2008-2009  | IceHogs de Rockford                      | LAH         | 4   | 0                | 2                | 2                | 4                |                  |   |                      |                      |                      |                      |                      |
| 2008-2009  | Canadiens de Montréal                    | LNH         | 2   | 0                | 0                | 0                | 2                |                  |   |                      |                      |                      |                      |                      |
| 2008-2009  | Bulldogs de Hamilton                     | LAH         | 18  | 0                | 5                | 5                | 10               | 6                | 0 | 0                    | 0                    | 7                    |                      |                      |
| 2009-2010  | Red Wings de Détroit                     | LNH         | 13  | 0                | 2                | 2                | 18               |                  |   |                      |                      |                      |                      |                      |
| 2009-2010  | Griffins de Grand Rapids                 | LAH         | 66  | 6                | 31               | 37               | 84               |                  |   |                      |                      |                      |                      |                      |
| 2010-2011  | Red Wings de Détroit                     | LNH         | 7   | 0                | 0                | 0                | 7                |                  |   |                      |                      |                      |                      |                      |
| 2010-2011  | Griffins de Grand Rapids                 | LAH         | 60  | 5                | 17               | 22               | 77               |                  |   |                      |                      |                      |                      |                      |
| 2011-2012  | Red Wings de Détroit                     | LNH         | 9   | 0                | 1                | 1                | 6                |                  |   |                      |                      |                      |                      |                      |
| 2011-2012  | Griffins de Grand Rapids                 | LAH         | 67  | 10               | 23               | 33               | 74               |                  |   |                      |                      |                      |                      |                      |
| 2012-2013  | Adler Mannheim                           | DEL         | 40  | 3                | 7                | 10               | 54               | 6                | 0 | 2                    | 2                    | 2                    |                      |                      |
| 2013-2014  | Rampage de San Antonio                   | LAH         | 13  | 1                | 7                | 8                | 8                | -                | - | -                    | -                    | -                    |                      |                      |
| 2013-2014  | Wolves de Chicago                        | LAH         | 9   | 1                | 3                | 4                | 8                | -                | - | -                    | -                    | -                    |                      |                      |
| 2014-2015  | SV Caldaro                               | Série A     | 29  | 5                | 15               | 20               | 40               | -                | - | -                    | -                    | -                    |                      |                      |
| Totaux LNH | Totaux LNH                               | Totaux LNH  | 181 | 3                | 15               | 18               | 148              | 6                | 1 | 0                    | 1                    | 2                    |                      |                      |

## Transactions
- 6 juillet 2006 : signe avec le Lightning de Tampa Bay.
- 15 juillet 2008 : signe avec les Blackhawks de Chicago.
- 2 octobre 2008 : réclamé par les Stars de Dallas au ballotage.
- 26 février 2009 : échangé aux Canadiens de Montréal.
- 30 juin 2009 : échangé aux Rangers de New York.
- 8 juillet 2009 : signe avec les Red Wings de Détroit.